# پائولو زیلیانی
پائولو زیلیانی (انگلیسی: Paolo Ziliani؛ زادهٔ ۱۰ ژوئن ۱۹۷۱) بازیکن فوتبال اهل ایتالیا است.
از باشگاه‌هایی که در آن بازی کرده‌است می‌توان به باشگاه فوتبال رجینا، باشگاه فوتبال کارپی، باشگاه فوتبال کوزنتسا کالچو، باشگاه فوتبال برشا، باشگاه فوتبال کروتونه، باشگاه فوتبال رجانا، باشگاه فوتبال ناپولی، و باشگاه فوتبال اتلتیکو آرتزو اشاره کرد.